# عارض صور

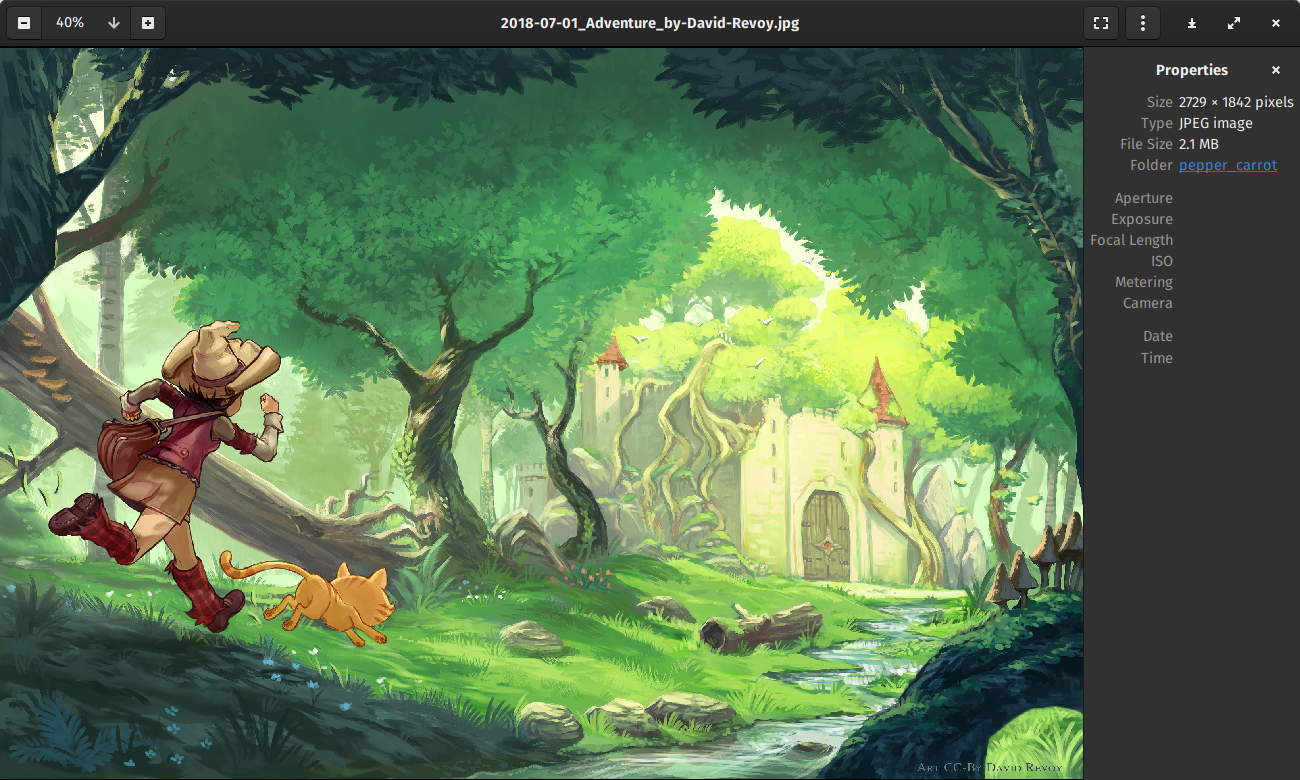

عارض صور أو مستعرض صور (بالإنجليزية: Image viewer)‏ هو برنامج حاسوبي بإمكانه عرض صور رسومية مخزنة؛ بإمكانه التعامل مع أنواع مختلفة من صيغ الملفات الرسومية. مثل هذه البرمجيات عادة ما تقوم بإظهار الصورة طبقاً لخصائص شاشة العرض مثل عمق اللون، دقة الشاشة وغيرها.